# Hästberg, Leksands socken
Hästberg är en by i Härads fjärding, Leksands socken, Leksands kommun.
Enligt en gammal sägen upptecknad av Sigvard Montelius skall en bonde vid namn Vit'n haft fäbodar i Hästberg på 1200-talet. Trovärdigheten i berättelsen är nog inte den högsta, men med all sannolikhet går fäboddriften på platsen tillbaka på medeltiden.
Byn omtalas första gången i den äldsta skattelängden från 1539. Då fanns här en bofast skattebonde. Med all sannolikhet fanns här även fäbodar. År 1571 redovisas i årliga räntan 2 skattebänder i Hästberg under namnet "Spaxboda", Älvsborgs lösen från samma år upptar en bonde, som är redovisad som den näst rikaste i hela Leksands socken. Mantalslängden 1668 upptar 4 bönder och Holstensson karta från samma år visar 3 gårdstecken. Jaktplatskartan från 1697 visar 7 gårdsmarkeringar, men en vikskada gör det exakta antalet osäkert. Mantalslängden 1766 upptar 10 gårdar. I samband med storskiftet 1830 fanns 9 bofasta gårdar och 2 fäbodgårdar. Den sista fäbodvistelsen sker redan omkring 1870. År 1970 var 5 av gårdarna i Hästberg fortfarande bebodda.
Inom byns marker finns även fäbodarna Anbodarna, som första gången upptas i 1670 års revningslängd. 1714 var Anbodarna fäbodar till Yttermo. Vid storskiftet fanns en fäbodgård och två möjligen bofasta gårdar här. Anbodarna har senare kommit att uppgå i Hästberg.